# Dunc Gray
Edgar Laurence Gray, dit Dunc Gray (né le 17 juillet 1906 à Goulburn et mort le 30 août 1996 à Kiama) est un ancien coureur cycliste australien, champion olympique du kilomètre aux Jeux olympiques de 1932 à Los Angeles.

## Biographie
Edgar Laurence Gray commence le cyclisme au Goulburn Amateur Cycling Club vers 1925. De 1926 à 1941, il remporte 20 titres nationaux, 36 titres de champion de Nouvelle-Galles du Sud, et 36 championnats de club.
Lors des Jeux olympiques de 1928 à Amsterdam, il devient le premier médaillé olympique australien en cyclisme en décrochant la médaille de bronze du kilomètre. Quatre ans plus tard, aux Jeux de 1932, il remporte la médaille d'or de cette discipline en battant le record du monde en 1 minutes et 13 secondes.
Il est également médaillé d'or du kilomètre aux Jeux de l'Empire britannique de 1934 et de 1938. Il est porte-drapeau de l'Australie aux Jeux olympiques de 1936 à Berlin.
Le Vélodrome Dunc Gray, situé à Bass Hill, a été inauguré en 1999 et a accueilli les épreuves de cyclisme sur piste des Jeux olympiques de 2000 organisés à Sydney.

## Palmarès

### Jeux olympiques
- Amsterdam 1928
  -  Médaillé de bronze du kilomètre

- Los Angeles 1932
  -  Champion olympique du kilomètre

### Jeux de l'Empire britannique
- Londres 1934
  -  Médaillé d'or du kilomètre
- Sydney 1938
  -  Médaillé d'or du kilomètre

## Distinctions
- Temple de la renommée du cyclisme en Australie